# Atelopus seminiferus
Atelopus seminiferus és una espècie d'amfibi de la família dels bufònids. Només se sap que visqui a la seva localitat tipus i als voltants al nord del Perú, entre Balsa Puerto i Moyobamba (San Martin), entre els 1.200 i 2.000 metres d'altitud. La tendència poblacional és decreixent degut principalment a la quitridiomicosi, que també compromet la supervivència de diverses espècies del gènere.
És terrestre i habita en boscos primaris de muntanya als vessants est dels Andes. Es reprodueix en rierols i es creu que és incapaç de viure en hàbitats alterats.